# Clearfield (Iowa)
Clearfield és una població dels Estats Units a l'estat d'Iowa. Segons el cens del 2000 tenia 371 habitants.

## Demografia
Segons el cens del 2000, Clearfield tenia 371 habitants, 163 habitatges, i 93 famílies. La densitat de població era de 176,8 habitants per km².
Dels 163 habitatges en un 20,2% hi vivien nens de menys de 18 anys, en un 49,7% hi vivien parelles casades, en un 5,5% dones solteres, i en un 42,9% no eren unitats familiars. En el 39,3% dels habitatges hi vivien persones soles el 27,6% de les quals corresponia a persones de 65 anys o més que vivien soles. El nombre mitjà de persones vivint en cada habitatge era de 2,05 i el nombre mitjà de persones que vivien en cada família era de 2,75.
Per edats la població es repartia de la següent manera: un 16,4% tenia menys de 18 anys, un 8,1% entre 18 i 24, un 15,9% entre 25 i 44, un 25,3% de 45 a 60 i un 34,2% 65 anys o més.
L'edat mediana era de 52 anys. Per cada 100 dones de 18 o més anys hi havia 73,2 homes.
La renda mediana per habitatge era de 23.203 $ i la renda mediana per família de 35.125 $. Els homes tenien una renda mediana de 26.346 $ mentre que les dones 17.143 $. La renda per capita de la població era de 13.810 $. Entorn del 6,2% de les famílies i el 10,7% de la població estaven per davall del llindar de pobresa.

## Poblacions més properes
El següent diagrama mostra les poblacions més properes.